# Czarna błyskawica
Czarna błyskawica (ros.: Чёрная Молния, dystrybucja światowa pod angielskim tytułem: Black Lightning) – rosyjski film przygodowy science fiction z roku 2009, w reżyserii Aleksandra Wojtinskiego (ros.: Александр Войтинский) i Dmitrija Kisieliowa (ros.: Дмитрий Киселёв).

## Fabuła filmu
Akcja rozpoczyna się pod koniec 2009 roku. Dmitrij Majkow, student Uniwersytetu Moskiewskiego otrzymał od ojca na urodziny samochód: starą, czarną Wołgę, model z roku 1966. Nie był to jednak zwykły samochód a model eksperymentalny z czasów ZSRR, ukradziony przez robotników budowlanych z miejsca rozbiórki starego, zapomnianego tajnego laboratorium. Laboratorium odkryto przypadkowo na terenie prac budowlanych. Samochód był wyposażony w silniki odrzutowe, napędzane nieznanym urządzeniem ogromnej mocy i zasilane paliwem o fantastycznej wydajności. Ani ojciec, ani Dmitrij nie byli tego świadomi. Dmitrij odkrył w schowku na rękawiczki starą płytę gramofonową i jakieś notatki. Zanim poznał ich sens, zdążył przeżyć pierwszy... lot samochodem w swoim życiu.
Po dramatycznym locie Wołgą nad ulicami Moskwy, Dmitrij odnalazł naukowców, którzy wykonali przeróbki samochodu. Dotarł do nich dzięki starej płycie gramofonowej i wyszukiwarkom internetowym. Po poznaniu tajemnicy auta, zaczął go używać jako środka transportu pracując jako doręczyciel kwiatów oraz jako tajemniczy bohater, Czarna Błyskawica, który ratował ludzi z różnych niebezpieczeństw oraz unieszkodliwiał bandytów.
W tym samym czasie Dmitrij zakochał się w Nastii, koleżance ze studiów, która myśli, że Czarną Błyskawicą jest ich kolega ale konkurent do ręki Nastii, Maksim.
Wykładowca uniwersytecki, bogacz i zły naukowiec, prof. Wiktor Kupcow odkrył na dużej głębokości niewyobrażalne ilości diamentów, zalegających pod płytą tektoniczną, na której spoczywa Moskwa. Zbudował on gigantyczne wiertło, które miało dotrzeć do tych bogactw. Naukowiec ten znał tajne wyniki badań nad urządzeniem, które napędzało Wołgę Dmitrija. Wyliczył, że tylko to paliwo i to urządzenie potrafi zasilić wiertła odpowiednią ilościa mocy, aby przebić się pod Moskwę do diamentów. Stosując przemoc, dotarł do naukowców, wynalazców silnika Wołgi. Zmusił ich do budowy instalacji, do której dałoby się podłączyć tajne urządzenie z Wołgi. Wszystko razem miało dać napęd gigantycznego wiertła. Geolodzy ostrzegali go, że naruszenie płyty geologicznej spowoduje zapadnięcie się całej Moskwy. Naukowiec jednak przedkładał swoją chciwość nad życie mieszkańców miasta. Dmitrij chciał przeszkodzić profesorowi w jego odwiertach. Profesor porwał Nastię, aby wymusić na Dmitriju oddanie urządzenia zasilającego z Wołgi. Dmitrij okazał się sprytniejszy od szalonego profesora, skutecznie pokrzyżował jego zbrodnicze plany. Zgładził go, wyrzucającgo go wraz z jego samochodem mercedesem poza orbitę Ziemi. Dokonał tego czynu z pomocą Wołgi dokładnie w noc sylwestrową.

## Obsada
- Grigorij Dobrygin jako Dima (Dimitrij) Majkow/Czarna Błyskawica
- Jekatierina Wiłkowa jako Nastia Swietłowa
- Wiktor Wierżbickij(inne języki) jako prof. Wiktor Kupcow
- Siergiej Garmasz jako Paweł Majkow (ojciec Dimy)
- Elena Waliuszkina(inne języki) jako Nastasia Majkowa (matka Dimy)
- Katja Starszowa(inne języki) jako Tanja Majkowa (siostra Dimy)
- Iwan Żidkow(inne języki) jako Maksim
- Igor Sawoczkin(inne języki) jako Boris Iwanowicz
- Walerij Zołotuchin jako prof. Paweł Pierepiołkin
- Jekatierina Wasilewa(inne języki) jako Olga Romancewa
- Dato Bachtadze jako Bahram Machamedowicz
- Michaił Jefremow jako alkoholik-biegacz